# Pealius mori
Bọ phấn dâu tằm (Pealius mori) là một loài côn trùng cánh nửa trong họ Aleyrodidae, phân họ Aleyrodinae.
Pealius mori được Takahashi miêu tả khoa học đầu tiên năm 1932.